# Frode Moen
Frode Moen (1º maggio 1969) è un ex combinatista nordico norvegese.

## Biografia
In Coppa del Mondo esordì il 29 dicembre 1988 a Oberwiesenthal (14°) e ottenne l'unico podio il 15 marzo 1991 a Oslo (3°). Non partecipò né a rassegne olimpiche né iridate.

## Palmarès

### Mondiali juniores
- 1 medaglia:
  - 1 oro (gara a squadre a Vang/Hamar 1989)

### Coppa del Mondo
- Miglior piazzamento in classifica generale: 7º nel 1992
- 1 podio (individuale):
  - 1 terzo posto